# 西长街 (斯德哥尔摩)

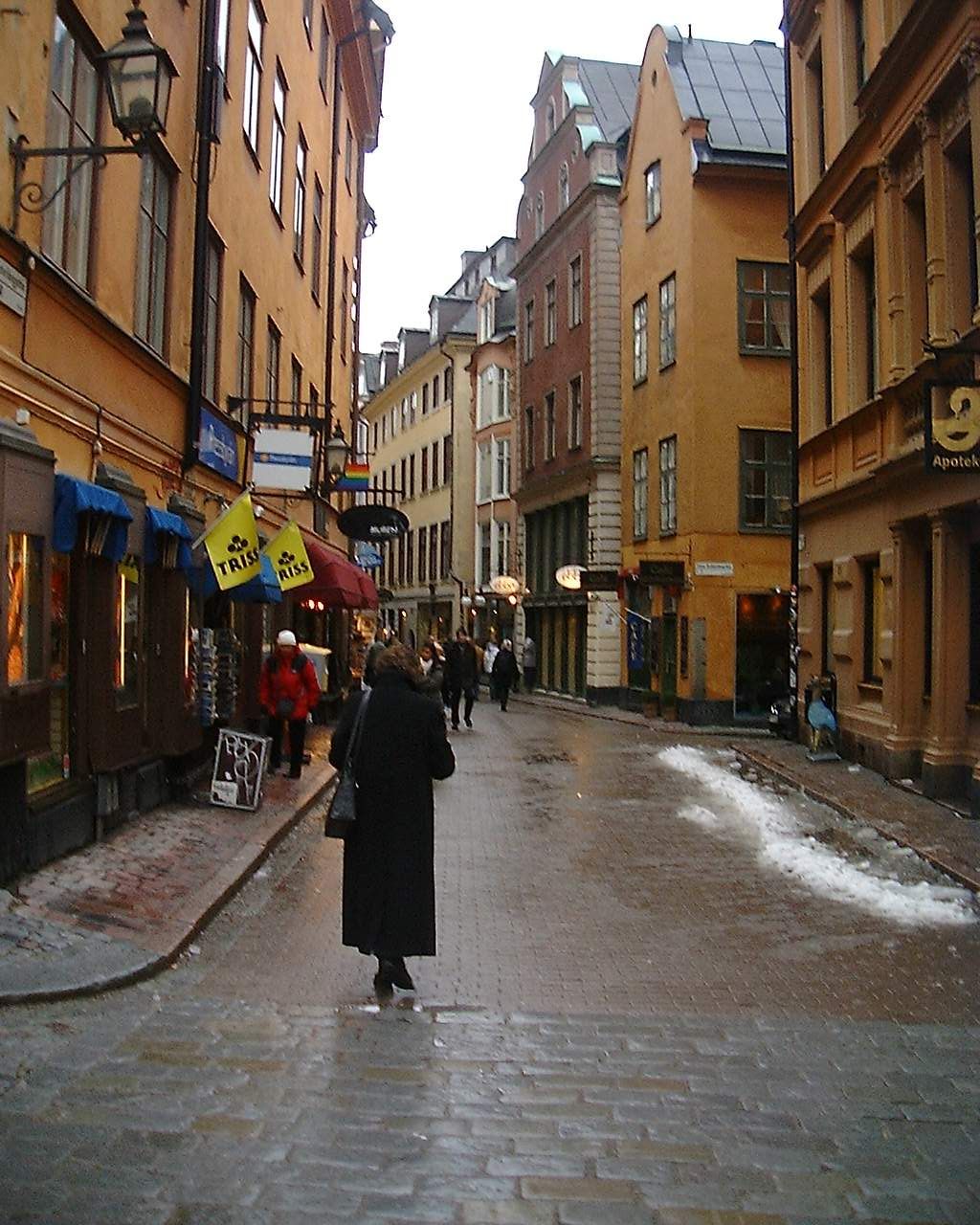
从大教堂斜坡看西长街

西长街（瑞典語：Västerlånggatan）是瑞典首都斯德哥尔摩老城的一条街道，南北走向，两端分别连接钱币广场（Mynttorget）和铁广场（Järntorget），其走向即已经拆除的13世纪城墙。
西长街东侧只有四个街块，西侧有约20个街块，宽度极小而纵深极深。大部分建筑的前门位于街道东侧平行的牧师街（Prästgatan），或街西侧的众多小巷之一。

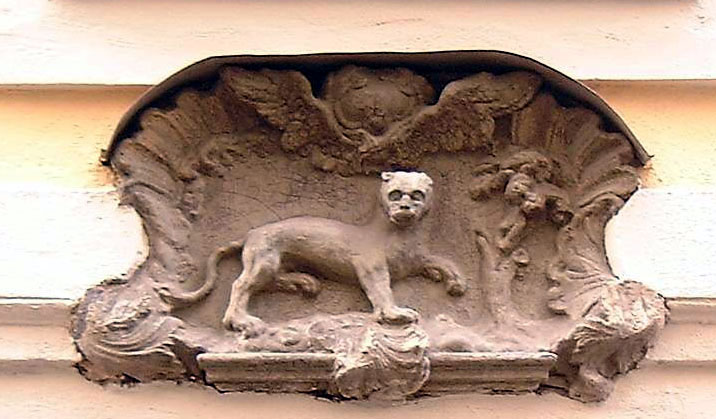
24号北门楣
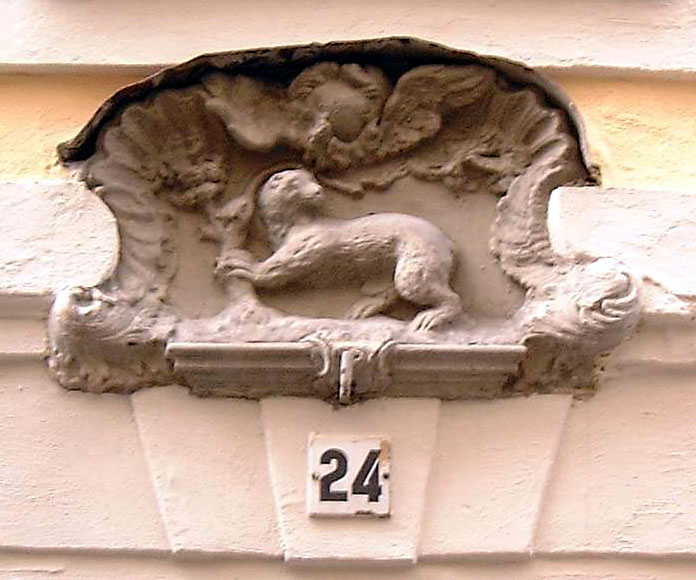
24号南门楣